# Červená studňa (zbiornik wodny)
Červená studňa – niewielki, sztuczny zbiornik wodny w Górach Szczawnickich na Słowacji. Jest drugim najwyżej położonym takim zbiornikiem w dawnym bańskoszczawnickim rewirze górniczym.

## Położenie
Znajduje się w granicach miasta Bańska Szczawnica, niespełna 1,5 km na północny zachód od jego historycznego centrum. Leży wysoko, ok. 50 m na południowy wschód od siodła przełęczy Červená studňa, której grzbietem przebiega wododział między dorzeczami Hronu i Ipoli. Formalnie znajduje się w dorzeczu Ipoli, ściślej – w dorzeczu jej dopływu Štiavnicy, jednak dzięki systemowi kanałów, doprowadzających kiedyś do niego wodę, o łącznej długości ok. 2 km, zbierał także wodę ze stoków sąsiednich wzgórz Paradajs i Šobov, opadających ku dorzeczu Hronu.

## Historia
Červená studňa należy do grupy ok. 60 podobnych dzieł wodnych, zwanych z języka niemieckiego tajchami, jakie głównie w XVIII w. powstawały w Górach Szczawnickich w związku z rozwojem tamtejszego górnictwa i hutnictwa srebra i złota.
Po raz pierwszy pisemnie wspominany był w 1765 r. jako zbudowany w roku 1759. Wiadomo jednak, że powstał na miejscu mniejszego i starszego zbiornika, pochodzącego jeszcze z pierwszej połowy XVII w. Wybudowano go według projektu miejscowego inżyniera Jozefa Karola Hella, będącego konstruktorem wielu urządzeń wykorzystywanych w przemyśle wydobywczym w rejonie bańskoszczawnickim. Poprzez upust denny wodę ze zbiornika kierowano specjalnie wybudowanym kanałem długości ok. 3 km, poprowadzonym poniżej zbiornika Ottergrund, do zbudowanego jeszcze przed 1765 r. zbiornika Klinger, skąd szła bądź do kopalń Andrzej i Zygmunt, bądź też do szybu Amália i dalej, do kopalni Maximilian.
W szybie Amália woda napędzała maszynę wodnotłokową, przeznaczoną do odwadniania kopalni. Maszyna działała z pełną mocą tylko wtedy, gdy było wystarczająco dużo wody w zbiorniku, zwłaszcza jesienią i wiosną. W tym czasie jednak również w kopalniach gromadziło się najwięcej wody, a ponieważ szyb Amália był połączony chodnikami także z innymi szybami w Szczawnickich Baniach, system ten odgrywał istotną rolę w ich odwadnianiu. Na szybie Zygmunt woda również zasilała maszynę wodnotłokową, napędzającą system odwadniania – maszyna ta, także konstrukcji J. K. Hella, była jedynym takim urządzeniem w bańskoszczawnickim rewirze górniczym, usytuowanym na powierzchni. Możliwe było również kierowanie części wody do zbiorników Malá i Veľká Vodárenská, zasilających w wodę miasto.

## Charakterystyka techniczna
Zapora, tworząca zbiornik, jest zaporą ziemną. Korona zapory znajduje się na wysokości 787 m n.p.m. Wysokość zapory wynosi ok. 10 m, a jej długość 117 m. Szerokość korony 4–5 m. Nachylenie stoku zapory od strony wody wynosi 40,5°, a od strony przeciwnej 36°. Powierzchnia zbiornika wynosi ok. 0,5 ha. Objętość wody w zbiorniku szacowano pierwotnie na ok. 55 700 m³, a głębokość maksymalna wynosiła 8 m. Obecnie stan zapory jest niezadowalający, zastawki upustu niesprawne i z tego powodu w zbiorniku utrzymywany jest niski poziom wody. Misa jeziorna częściowo zarasta. Zanikające jeziorko ma głębokość maksymalną 1,5 m.

## Turystyka
Obok zbiornika przebiega Ścieżka dydaktyczna „Paradajs” (słow. Náučný chodník Paradajs). której jeden z paneli informacyjnych poświęcony jest bańskobystrzyckim „tajchom”.
W zimie zbiornik zwykle zamarza, a jego tafla jest wykorzystywana przez łyżwiarzy.